# Birger Wallén
Gustaf Birger Wallén, född den 24 januari 1909 i Gävle, död den 18 mars 1993 i Stockholm, var en svensk ämbetsman.
Wallén avlade juris kandidatexamen vid Uppsala universitet 1933 och blev diplomerad från Handelshögskolan i Stockholm 1935. Han blev amanuens i arméförvaltningen 1935, revisor 1939, förste byråsekreterare i försvarets civilförvaltning 1944, krigsråd där 1952 och kansliråd i försvarsdepartementet 1955. Wallén var tillförordnad kanslichef i Statens sakrevision 1958–1960, tillförordnad avdelningschef i försvarsdepartementet 1960 samt generaldirektör och chef för Fortifikationsförvaltningen 1963–1971 (tillförordnad från 1960). Han blev riddare av Nordstjärneorden 1955, kommendör av första klassen av samma orden 1966 och kommendör med stora korset 1971. Wallén vilar i minneslund på Skogskyrkogården i Stockholm.